# Monument Avenue

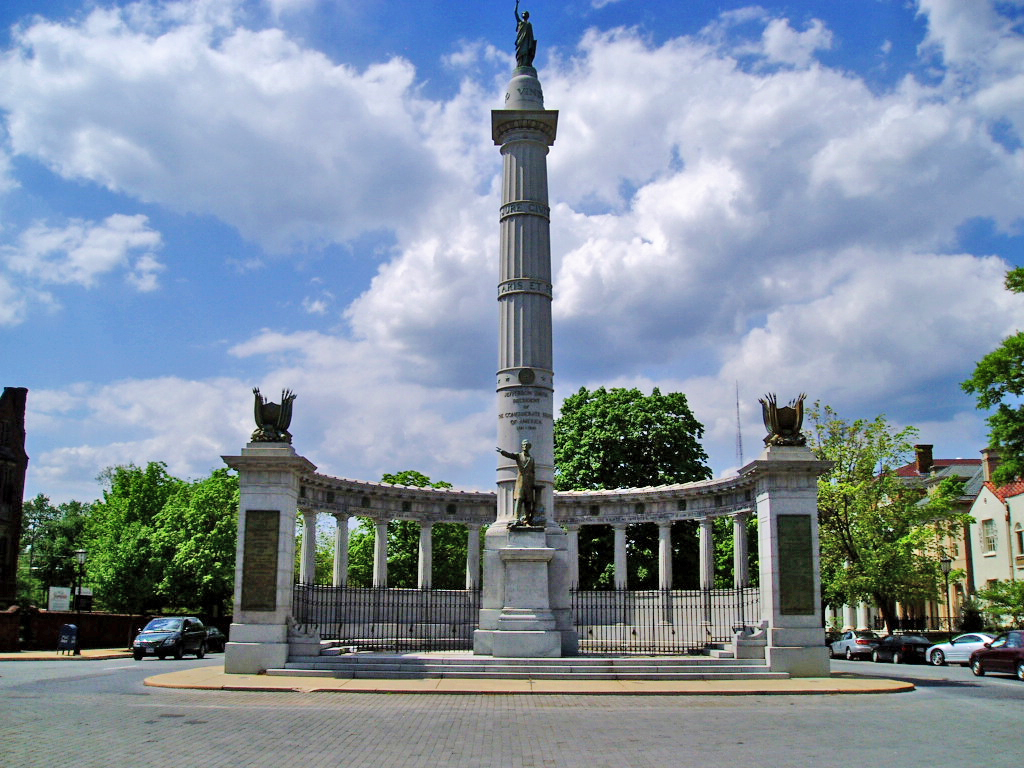
Blick auf das Jefferson Davis Monument, Monument Avenue

Die Monument Avenue, auch Monument Avenue Historic District, ist eine Avenue in Richmond, Bundesstaat Virginia, in den Vereinigten Staaten.

## Nationale Gedenkstätte
Entlang des Prachtboulevards finden sich zahlreiche Monumente und Denkmäler sowie aufwändige Villen vom Ende des 19. Jahrhunderts. Die Monument Avenue ist alljährlich Schauplatz diverser Gedenkveranstaltungen und Events, so versammelten sich schon im Mai 1890 über 100.000 Personen zur Enthüllung eines Monuments zu Ehren Robert Edward Lees.
Die Monument Avenue wurde im Februar 1970 als Historic District in das National Register of Historic Places eingetragen. Der Monument Avenue Historic District hat seit Dezember 1997 den Status eines National Historic Landmarks und ist seither eine von 121 historischen Stätten dieser Art in Virginia. Bis 2020 waren auf der Avenue Statuen und Monumente von Robert Edward Lee, James Ewell Brown Stuart, Jefferson Davis, Thomas Jonathan Jackson, Matthew Fontaine Maury sowie der Tennislegende Arthur Ashe zu sehen. Alle diese Statuen (außer Robert Edward Lee und Arthur Asche) wurden 2020 entfernt. Die Statuen erinnerten an ehemalige Führungsfiguren der Südstaaten, die gegen die Abschaffung der Sklaverei gekämpft hatten. Die Demontagen stehen im Zusammenhang mit dem gewaltsamen Tod von George Floyd und den dadurch ausgelösten Protesten der Black Lives Matter Bewegung.
Die sich mit Stadtplanung beschäftigende American Planning Association zählt die Monument Avenue in Richmond zu den zehn schönsten und bedeutendsten Straßen in den Vereinigten Staaten.
Nach über einem Jahr juristischer Auseinandersetzungen und grünem Licht durch Virginias Gouverneur Ralph Northam wurde am 8. September 2021 die monumentale Reiterstatue von Lee als letztes der sechs Denkmäler zu Ehren von Persönlichkeiten der Konföderierten Staaten von Amerika an der Monument Avenue abgebaut. Wie die anderen auch stellte sie ein Symbol für die weiße Vorherrschaft in den Südstaaten dar. Die Niederlegung der Standbilder hatte kurzfristig während der Proteste infolge des Todes von George Floyd begonnen. Die Reiterstatue blieb wegen ihres komplexen rechtlichen Status länger stehen, der aber Anfang September 2021 durch einen Spruch des  Virginia Supreme Court geklärt wurde. Sie war das letzte Denkmal dieser Art in der Stadt, womit für Richmond eine Ära endete, in denen es für seine zahlreichen Konföderierten-Monumenten landesweit berühmt war.

## Galerie

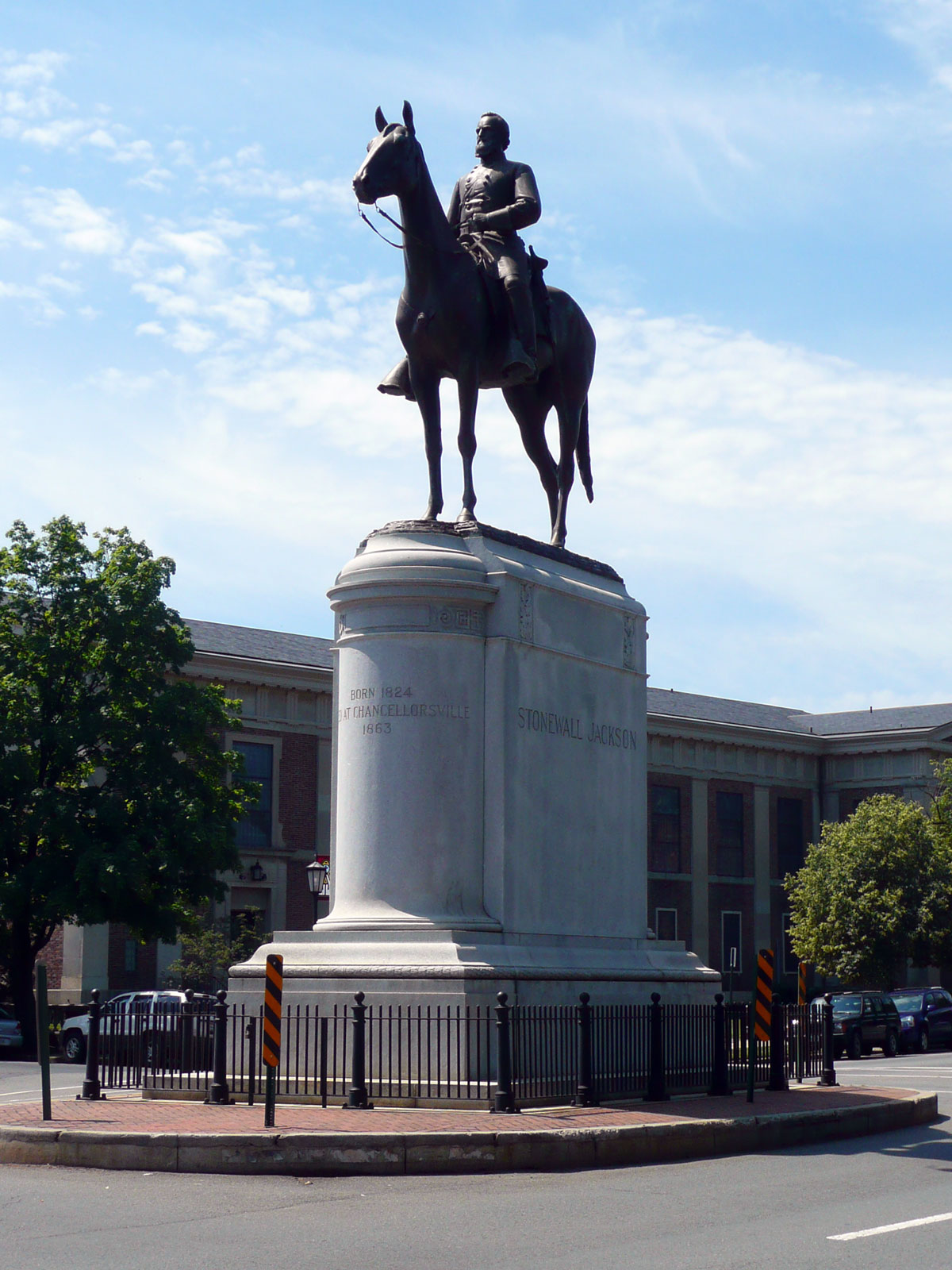
Stonewall Jackson Monument (entfernt 2020)
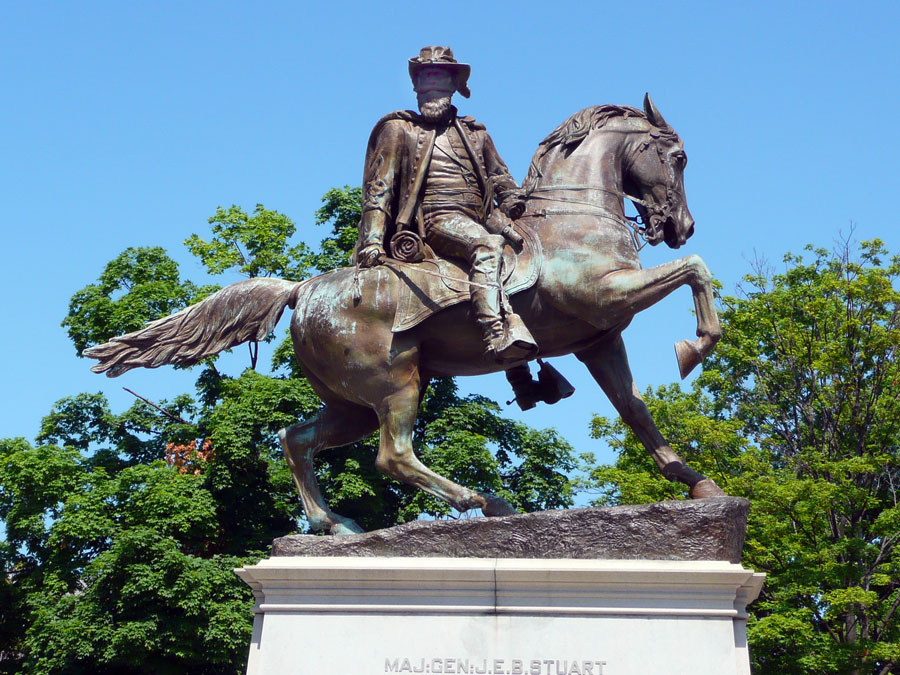
Jeb Stuart Monument (entfernt 2020)
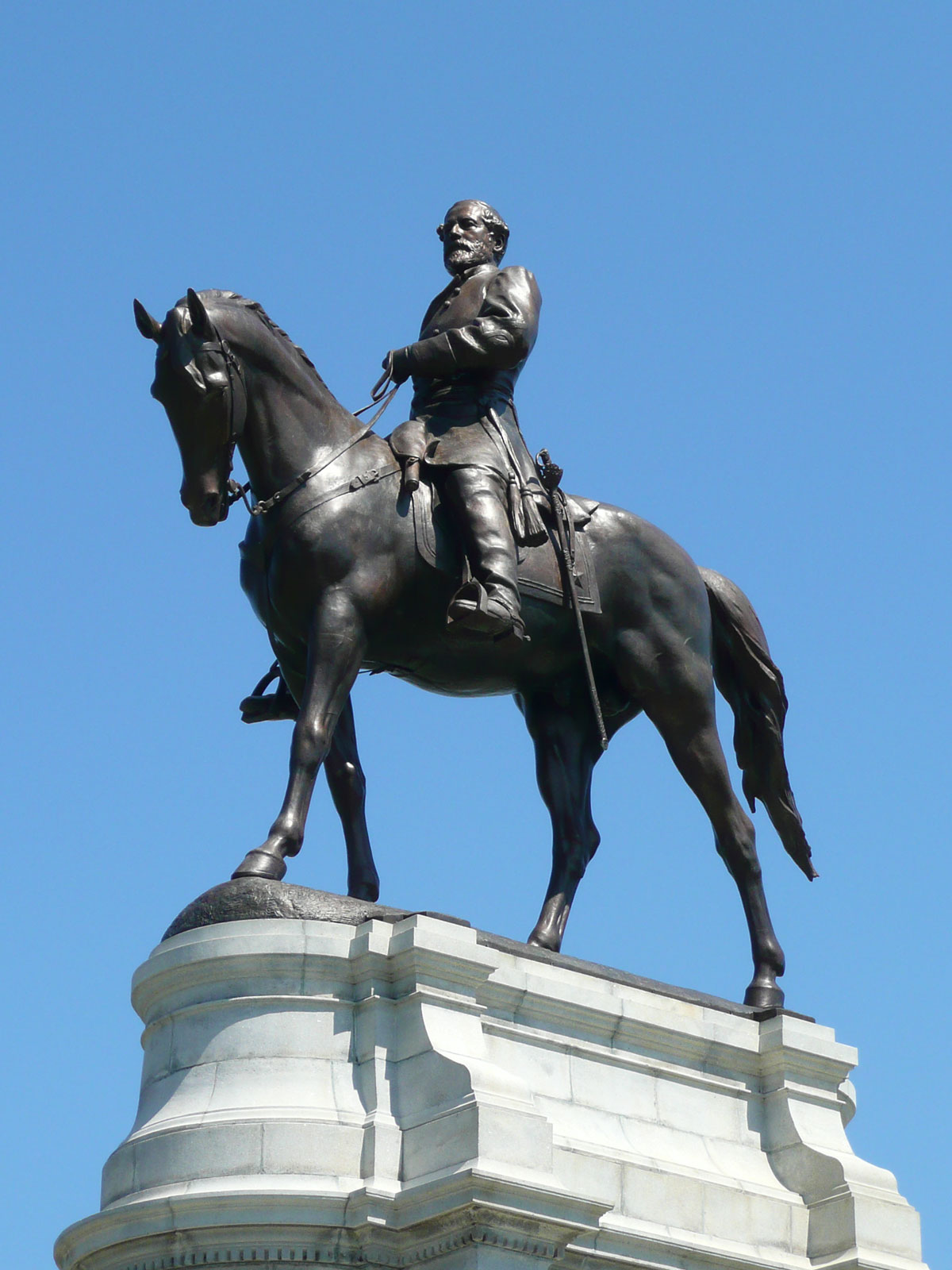
Robert E. Lee Monument
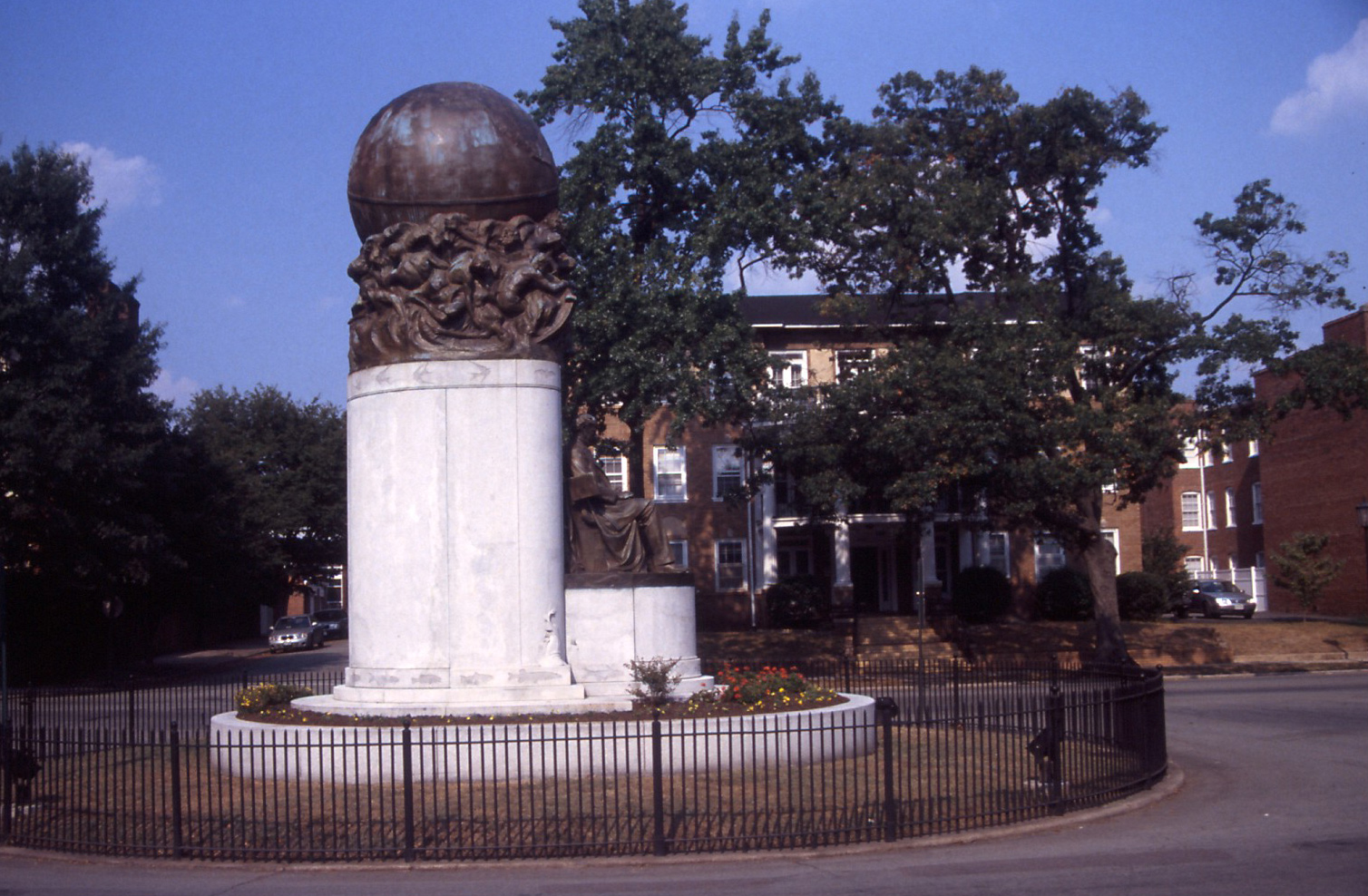
Matthew F. Maury Monument (entfernt 2020)